# Stadion Miejski w Niepołomicach
Stadion Miejski – stadion piłkarski w Niepołomicach, w Polsce. Został otwarty w 1954 roku. Może pomieścić 2118 widzów. Swoje spotkania rozgrywają na nim piłkarze klubu Puszcza Niepołomice (z wyłączeniem meczów ligowych w całym sezonie 2023/2024 i pierwszych 22 meczach sezonu 2024/2025).  

## Historia
W 1923 roku niemal równocześnie powstały w Niepołomicach dwa kluby piłkarskie – Puszcza i Niepołomiczanka. Pierwszym obiektem piłkarskim w Niepołomicach, na którym drużyny te rozgrywały swoje mecze było boisko na tzw. łączkach, w dzielnicy Boryczów (obecnie teren zakładów drobiarskich). W 1926 roku z połączenia obydwu niepołomickich klubów powstał Amatorski Klub Sportowy Niepołomice – obecna Puszcza Niepołomice. 
W 1929 roku klub wybudował nowe boisko w innej lokalizacji. Obecny stadion, usytuowany pomiędzy ulicami Bocheńską a Kusocińskiego został otwarty w 1954 roku. Początkowo posiadał bieżnię lekkoatletyczna, którą z czasem zlikwidowano, przekształcając go w typowo piłkarski obiekt. W 2013 roku Puszcza zanotowała historyczny sukces, awansując do I ligi. Pierwszy mecz na zapleczu Ekstraklasy na niepołomickim stadionie odbył się 21 sierpnia 2013 roku (Puszcza Niepołomice – Termalica Bruk-Bet Nieciecza 2:0). Pierwszy sezon na drugim szczeblu rozgrywek piłkarskich nie był jednak udany i klub po zajęciu 16. miejsca w tabeli spadł do II ligi. 
W latach 2014–2015 gruntownie przebudowano trybuny stadionu, zwiększając pojemność z 1000 do ponad 2000 widzów. Powiększony został także budynek klubowy. W 2017 roku Puszcza ponownie awansowała do I ligi. W 2018 roku zainaugurowano na stadionie sztuczne oświetlenie. W sezonie 2022/2023 na stadionie w Niepołomicach swoje mecze rozgrywała Sandecja Nowy Sącz.
Przed sezonem 2022/2023 stadion Puszczy Niepołomice nie spełniał wymogów PZPN i UEFA, żeby rozegrać na nim mecze w ramach Ekstraklasy.
W 2024 roku rozpoczął się remont stadionu który ma być dostosowany do wymogów infrastrukturalnych Ekstraklasy oraz głównego nadawcy telewizyjnego tych rozgrywek, Canal+. Zostały zamontowane 3 wieże telewizyjne, a stadion został powiększony o 500 miejsc i do końca rundy wiosennej będzie miał pojemność 2500 widzów. 2 marca 2025 roku Puszcza po raz pierwszy w historii stadionu rozegrała na nim swój mecz w Ekstraklasie.